# Lac Wapizagonke
Lac Wapizagonke är en sjö i Kanada.   Den ligger i regionen Mauricie och provinsen Québec, i den sydöstra delen av landet, 250 km nordost om huvudstaden Ottawa. Lac Wapizagonke ligger 214 meter över havet. Arean är 3,8 kvadratkilometer. Den sträcker sig 8,9 kilometer i nord-sydlig riktning, och 4,1 kilometer i öst-västlig riktning.
I omgivningarna runt Lac Wapizagonke växer i huvudsak blandskog. Runt Lac Wapizagonke är det mycket glesbefolkat, med 4 invånare per kvadratkilometer.